# Veldkornet
Veldkornet was een militaire titel en ambtelijke titel in Zuid-Afrika. 

## Geschiedenis
Deze rang is ontstaan bij de eerste blanke kolonisten aan de Oost-Kaap. De veldkornetten leidden de plaatselijk milities, commando's geheten. Gedurende de eerste jaren van de Britse overheersing van de Kaapkolonie was het ook een administratieve functie die ondergeschikt was aan de landdrost.
Ook in de republiek Oranje Vrijstaat en de Zuid-Afrikaansche Republiek bestond de functie van veldkornet. In de Oranje Vrijstaat was het een administratieve en bestuurlijke functie. Mannen uit iedere wijk kozen een veldkornet uit hun midden. Bij oorlog was de veldkornet ervoor verantwoordelijk om de mannen uit zijn wijk op te roepen en te fungeren als hun leider.
Na de Tweede Boerenoorlog is de functie afgeschaft. het Zuid-Afrikaanse leger liet de functie tussen 1960 en 1968 kortstondig herleven. De titel veldkornet stond gelijk aan die van leutenant. 